# Jablunkov
Jablunkov (in polacco: Jabłonków; in tedesco: Jablunkau) è una città della Repubblica Ceca, nel distretto di Frýdek-Místek, nella Regione di Moravia-Slesia.

## Amministrazione

### Gemellaggi
- Siemianowice Śląskie
- Gogolin